# Shenzhen Museum

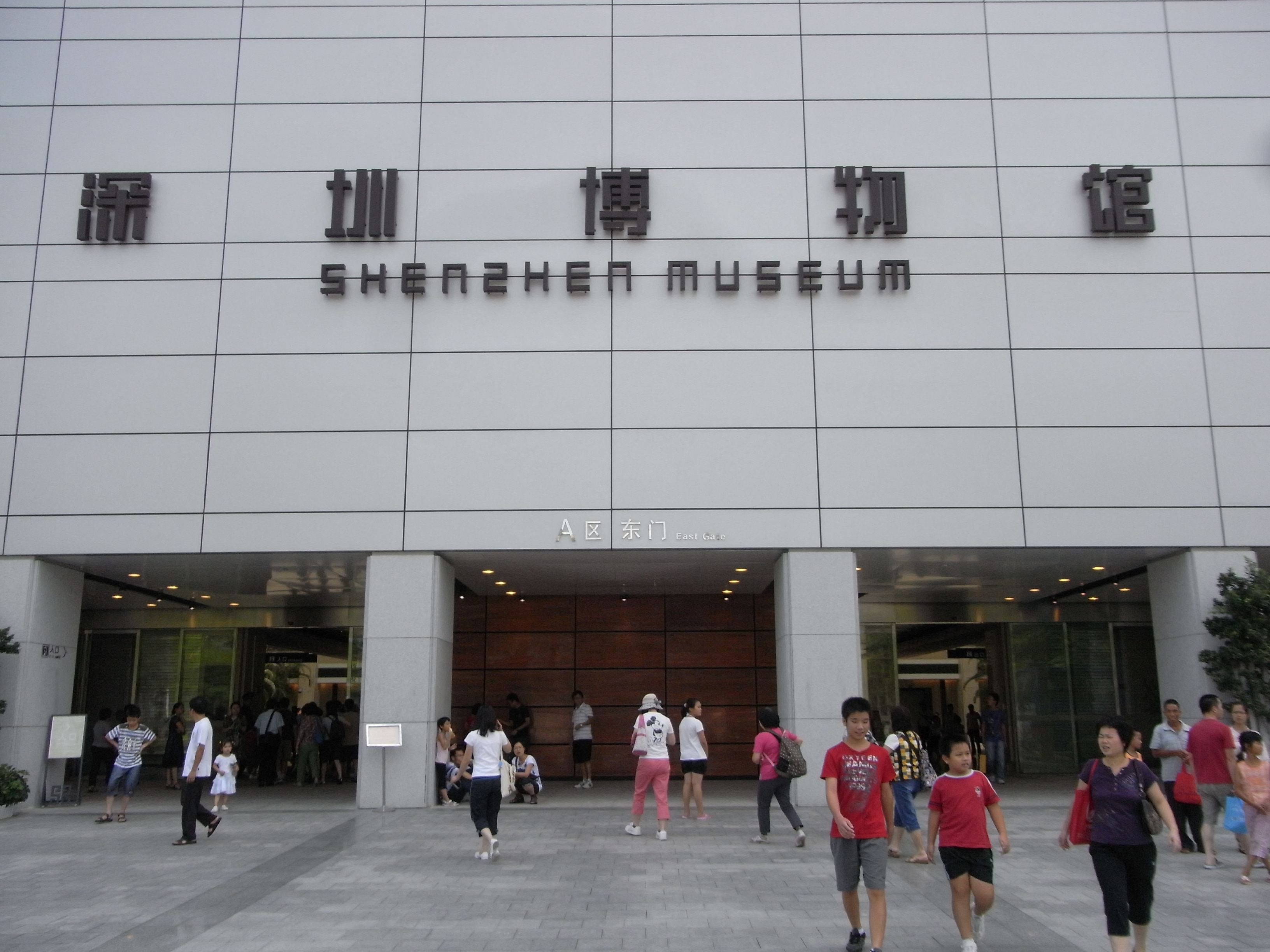
Shenzhen Museum

Shenzhen Museum is een museum in het district Futian, stadsprefectuur Shenzhen in China. Het museum bevat historische schatten uit de stadsprefectuur Shenzhen. Het vertelt de duizenden jaren oude geschiedenis van het gebied en de bewoners ervan, de Hakkanezen en Kantonezen. Belangrijke onderwerpen in het museum zijn de Hakka cultuur, Sheng gangstaking, Sanzhoutianopstand en de Tweede Chinees-Japanse Oorlog.
Het museum is op 17 oktober 1981 gesticht. Er werden toen nog geen tentoonstellingen gehouden. De bouw van het museum begon in februari 1984. In november 1988 werd het officieel voor publiek geopend. In 1998 begon men met de bouw van het nieuwe gebouw, dat in december 2008 klaar was.